# Hikaru Hironiwa
Hikaru Hironiwa (japanisch 広庭 輝 Hironiwa Hikaru; * 5. Juli 1985 in der Präfektur Tokio) ist ein ehemaliger japanischer Fußballspieler.

## Karriere
Hironiwa erlernte das Fußballspielen in der Schulmannschaft der Kashiwa Nippon Sport Science University High School. Seinen ersten Vertrag unterschrieb er 2004 bei Kashiwa Reysol. Der Verein spielte in der höchsten Liga des Landes, der J1 League. 2005 wechselte er zum Drittligisten Ehime FC. 2005 wurde er mit dem Verein Meister der Japan Football League und stieg in die J2 League auf. Danach spielte er bei Zweigen Kanazawa. Ende 2009 beendete er seine Karriere als Fußballspieler.